# Schienenverkehr in Namibia

Eisenbahnstrecken in Namibia

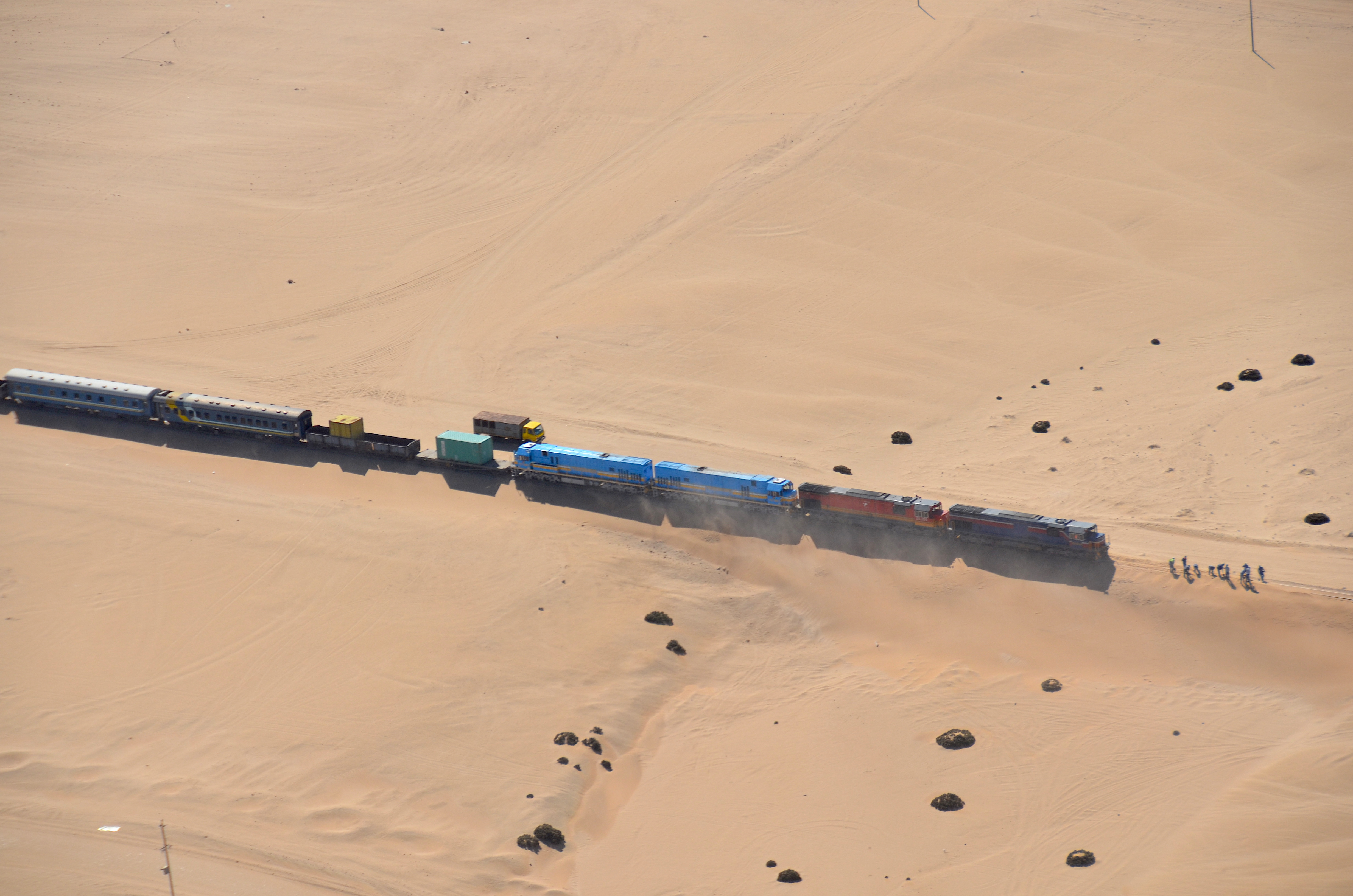
Versandete Bahnstrecke Swakopmund-Walvis Bay (2017)

Der Schienenverkehr in Namibia wird auf einem weitmaschigen, 2687 Kilometer langen Streckennetz betrieben. Betreiber ist heute das staatliche Unternehmen TransNamib.
Das Streckennetz stammt in seiner Länge und Ausstattung zum Großteil noch aus der Zeit Deutsch-Südwestafrikas, wird jedoch seit Mitte der 1990er Jahre saniert und ausgebaut. Die Kosten für die Sanierung des gesamten Streckennetzes wurden im Januar 2015 auf bis zu neun Milliarden Namibia-Dollar geschätzt. Für die Finanzjahre 2015/16, 2016/17 und 2017/18 wurden Ende März 2015 mehr als fünf Milliarden Namibia-Dollar für Streckensanierungen und -neubau bereitgestellt.

## Geschichte und Netz

### Deutsche Kolonialzeit

#### Der Beginn

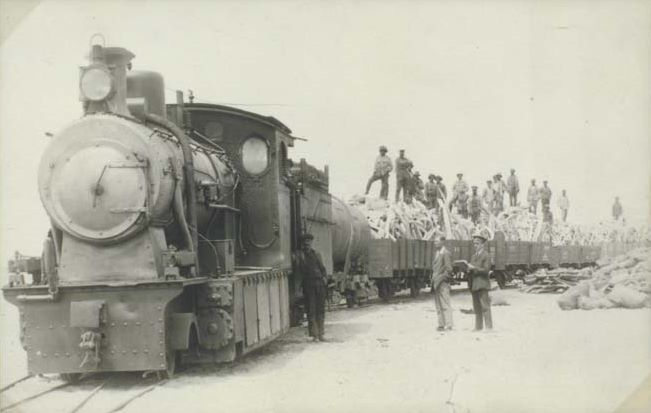
Güterzug mit Walknochen, gesammelt am Strand zwischen Swakopmund und Walvis Bay, zum Transport nach Südafrika

Die Grundstruktur des namibischen Eisenbahnnetzes stammt aus der Zeit, als das Land als Deutsch-Südwestafrika eine Kolonie des Deutschen Reichs war.
Das aride Südwestafrika war landwirtschaftlich nicht sehr ergiebig, so dass am Anfang der gesamte Überlandtransport mit Ochsenwagen erfolgte. Dieses Verkehrssystem brach nach einer Rinderpest 1897 weitestgehend zusammen.
Da aufgrund der nun extrem prekären Transportsituation schnell reagiert werden musste, wurde die Entscheidung getroffen,
1. eine Bahnstrecke vom deutschen Hafen Swakopmund nach Windhoek zu errichten,
2. dafür vorhandenes, militärisches Feldbahn-Material der 600-mm-Spur zu verwenden und
3. eine Eisenbahnbrigade mit dem Bau zu beauftragen, der im September 1897 begonnen wurde.

Der Betrieb der 382 km langen Gesamtstrecke wurde am 19. Juni 1902 aufgenommen.

#### Netzaufbau

Eisenbahnbrücke über den Swakop bei Okahandja, um 1910

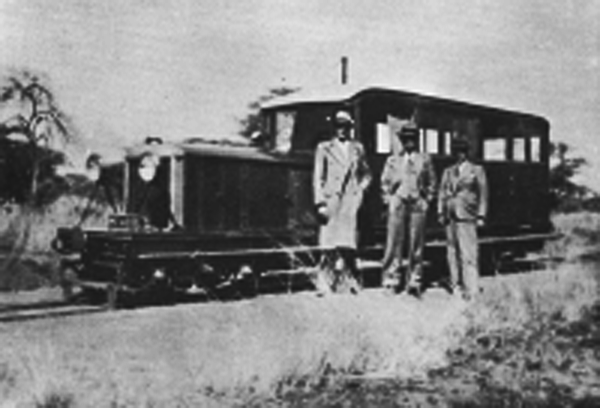
Otavi Minen- und Eisenbahn-Gesellschaft (OMEG): Diesel-Triebfahrzeug «Kronprinz» (1914)

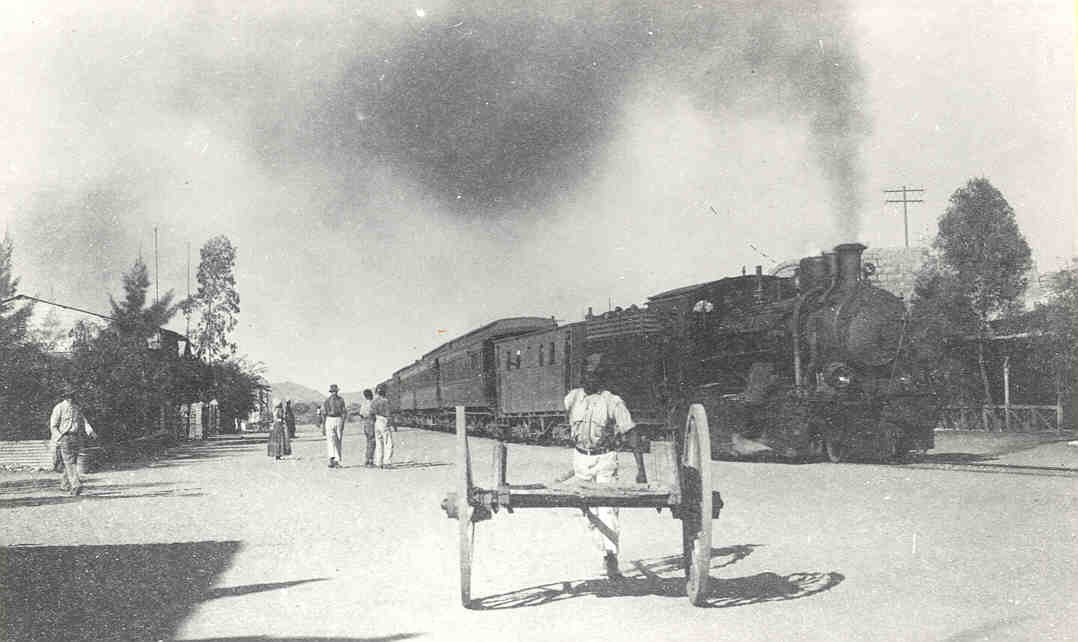
Bahnhof Karibib 1920

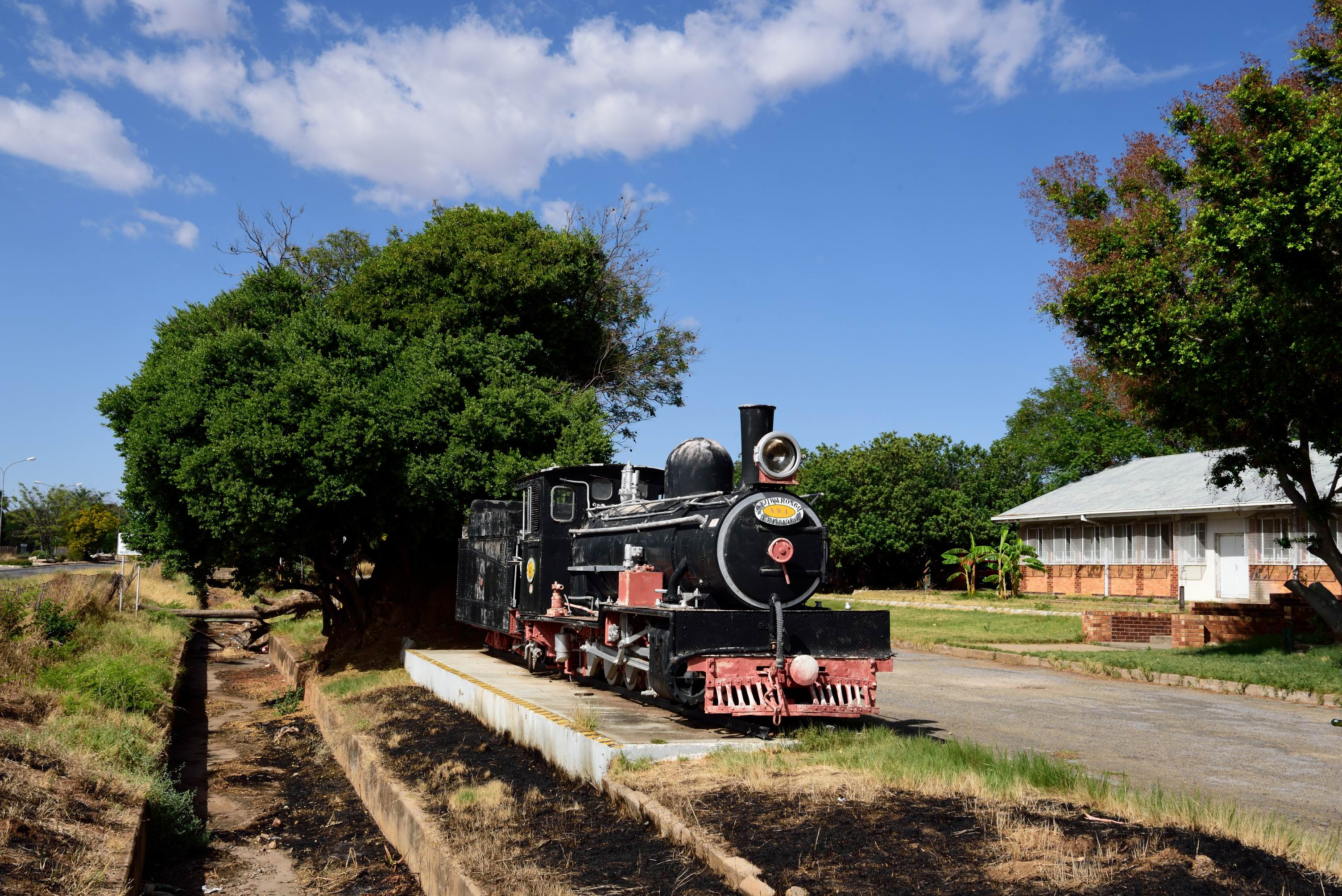
Denkmal-Lok Nr. 41 (Class 5) vor dem Bahnhof Otjiwarongo

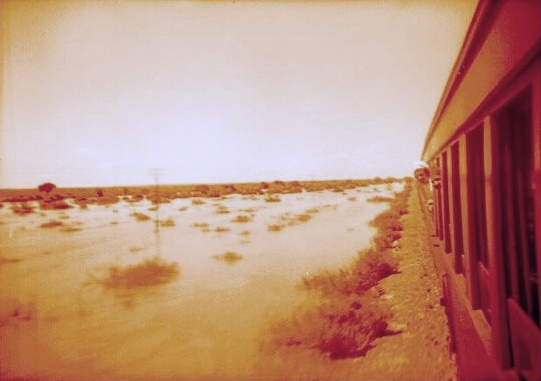
Personenzug in Namibia vor der Unabhängigkeit

Der an diese erste Strecke anschließende Eisenbahnbau richtete sich teils nach militärstrategischen Gesichtspunkten in Konsequenz aus dem Aufstand der Herero und Nama, zum Teil nach wirtschaftlichen Erfordernissen. So entstanden bis zum Ersten Weltkrieg die Strecken (Jahr der vollständigen Inbetriebnahme):
- 1902: Bahnstrecke Swakopmund–Windhoek, 600 mm, 1911 im Abschnitt Karibib–Windhoek auf 1067 mm (Kapspur) umgespurt.
- 1906: Otavibahn Walvis Bay–Swakopmund-Tsumeb Kupfermine (durch Otavi Minen- und Eisenbahn-Gesellschaft), 600 mm, 567 km[4]
  - 1905: Abzweig Onguati–Karibib
  - 1908: Abzweig Otavi–Grootfontein
- 1907: Lüderitzbahn, Kapspur
  - 1909: Abzweig Seeheim–Kalkfontein
- ca. 1911: Kolmannskuppe–Elisabethbucht–Bogenfels, Werksbahn der Diamantenfelder
- 1911: Khan-Gruben-Anschlussbahn (Kleinbahn)
- 1912: Bahnstrecke Windhoek–Keetmanshoop, Kapspur
  - 1912: Zubringer Rehoboth, 600 mm (fraglich[5])
- 1914: Otjiwarongo–Outjo–Okahakana, 600 mm (Projekt, nur begonnen, kriegsbedingt aber nicht fertiggestellt), siehe Ambolandbahn

Das technische Personal sowohl für den Bahnbau als auch für den Bahnbetrieb wurde bei den Staatsbahnen in Deutschland rekrutiert.

#### Werksbahn der Diamantenfelder
Die Werksbahn der Diamantenfelder zwischen Kolmannskuppe und Bogenfels in 600-mm-Spur wurde seit 1911 elektrifiziert und war damit die bis heute einzige elektrisch betriebene Eisenbahn Namibias. Da der Diamantenabbau immer weiter nach Süden wanderte, wurde der nördliche Teil der Bahn bis Pomona 1931 aufgegeben und das Material zum Teil für die Erweiterung der Bahn Richtung Oranjemund verwendet. Der südliche Abschnitt wurde mit Dieseltraktion betrieben. Die Bahn existiert heute nicht mehr, der Abbau erfolgt heute mit Bulldozern und Lkw.

### Walvis Bay Railway
Die Walfischbucht mit der ab Mitte des 19. Jahrhunderts ganzjährig bewohnten Hafenstadt Walvis Bay wurde 1878 britisches Kolonialgebiet und damit 1884 zu einer landseitig durch Deutsch-Südwestafrika umschlossenen, 1124 km² großen britischen Exklave. 1897/1898 wurde im Stadtgebiet von Walvis Bay eine Pferdebahn mit einer Spurweite von 762 mm errichtet. 1899 begannen die Arbeiten an einer 18 km langen, nach Osten zur Grenze mit Deutsch-Südwestafrika führenden Bahnstrecke, die 1903 abgeschlossen werden konnten. Der abseits bestehender Siedlungen bei Rooikop in der Wüste gelegene östliche Endpunkt erhielt den Namen Plum. Für die somit auf eine Gesamtlänge von 19 km gewachsene Walvis Bay Railway der Cape Government Railways wurde mit der Walvis Bay Railway HOPE eine Dampflokomotive beschafft.
Außerhalb des Stadtgebiets bestand nur wenig Transportbedarf, jedoch hoher Aufwand, um häufige Sandverwehungen von der Strecke abzutragen. Bereits 1906 wurde die Strecke daraufhin auf einen etwa fünf Kilometer langen Abschnitt verkürzt. Nach Eröffnung der Kapspurstrecke Walvis Bay–Swakopmund im Jahr 1914 wurde die Walvis Bay Railway schließlich 1915 vollständig eingestellt.

### Erster Weltkrieg und danach
Mit dem Ausbruch des Ersten Weltkriegs räumte die deutsche Schutztruppe die Küste, zog sich ins Landesinnere zurück und zerstörte dabei die Otavibahn und die alte Staatsbahntrasse in Richtung Karibib bis Rössing. Die Briten setzten von der britischen Enklave Walvis Bay sofort nach und errichteten noch 1914 eine 37 Kilometer lange Bahn nach Swakopmund in Kapspur. Auch der Wiederaufbau der Otavibahn in Richtung Karibib erfolgte in Kapspur, wobei das letzte Stück zwischen Usakos und Karibib neu trassiert wurde. Das Netz nördlich von Usakos verblieb im 600-mm-Betrieb. Die Werkstatt für beide Betriebsarten wurde in Usakos zusammengefasst, die in Karibib geschlossen.
Das benachbarte Südafrika war ebenfalls Kriegsgegner des Deutschen Reichs. Von dort wurde – in Verlängerung der Strecke De Aar–Prieska – der Eisenbahnbau vorangetrieben, um einen sicheren Nachschubweg für die südafrikanischen Truppen zu erhalten. 1916 wurde das Gleis in Kalkfontein/Karasburg an das deutsche Netz angeschlossen.

#### Netzaufbau
Unter südafrikanisch/britischer Regie entstanden so die Strecken (Jahr der vollständigen Inbetriebnahme):
- 1914: Walfishbay–Swakopmund in 1067-mm-Spur
- 1915: Swakopmund–Karibib: Wiederaufbau in 1067-mm-Spur
- 1915/1916: (De Aar)–Nakop (Grenze)–Kalkfontein in 1067-mm-Spur
- 1921: Otjiwaronge–Outjo in 600-mm-Spur (beruhte auf deutschen Vorarbeiten)
- 1929: Bahnstrecke Windhoek–Gobabis in 1067-mm-Spur
- Ab 1958 wurde die Otavibahn nördlich von Usakos schrittweise auf 1067 mm umgespurt, wobei die Trasse parallel aber überwiegend neu zur bestehenden angelegt wurde; Inbetriebnahme 1961.

#### Mandatszeit
Seit August 1915 wurde das Eisenbahnnetz von Südwestafrika de facto von der South African Railways betrieben und ihr 1922 auch offiziell zugeschlagen.
Seit 1959 wurden schrittweise die Dampflokomotiven durch Diesellokomotiven ersetzt, für die ein Bahnbetriebswerk in Windhoek errichtet wurde. Dies erleichterte den Betrieb sehr, da in Namibia das Wasser knapp ist und die Kohle für die Maschinen ebenfalls aus dem Transvaal herbeigeschafft werden musste. Offizielles Ende des Dampfbetriebs war der 27. November 1960.
Mitte der 1980er Jahre übertrug Südafrika seine bisherige Zuständigkeit für die Transportinfrastruktur und für die Schienenfahrzeuge an die verantwortlichen Verwaltungsstellen in South West Africa/Namibia. Die Übergabe der Anlagegüter im Wert von 2,28 Milliarden Rand erfolgte formell zum Starttermin am 10. Mai 1985 von SATS an den Generaladministrator in Windhoek. Die Übergabe umfasste das staatliche Schienen- und Straßennetz. Nicht enthalten waren dabei die staatlichen Luftfahrtdienste und der Hafen Walvis Bay. Die Übergabe des Schienennetzes hatte schon am 1. April 1985 begonnen und sollte bis zum 1. April 1987 abgeschlossen sein. Ein vom Generaladministrator eingesetzter Beirat für Transportfragen schlug nach der Übernahme allgemein die Beendigung der Personentransportleistungen sowie speziell die Einstellung von drei Strecken vor, nämlich die Verbindungen nach Gobabis, Lüderitz und Outjo.

## Gegenwart

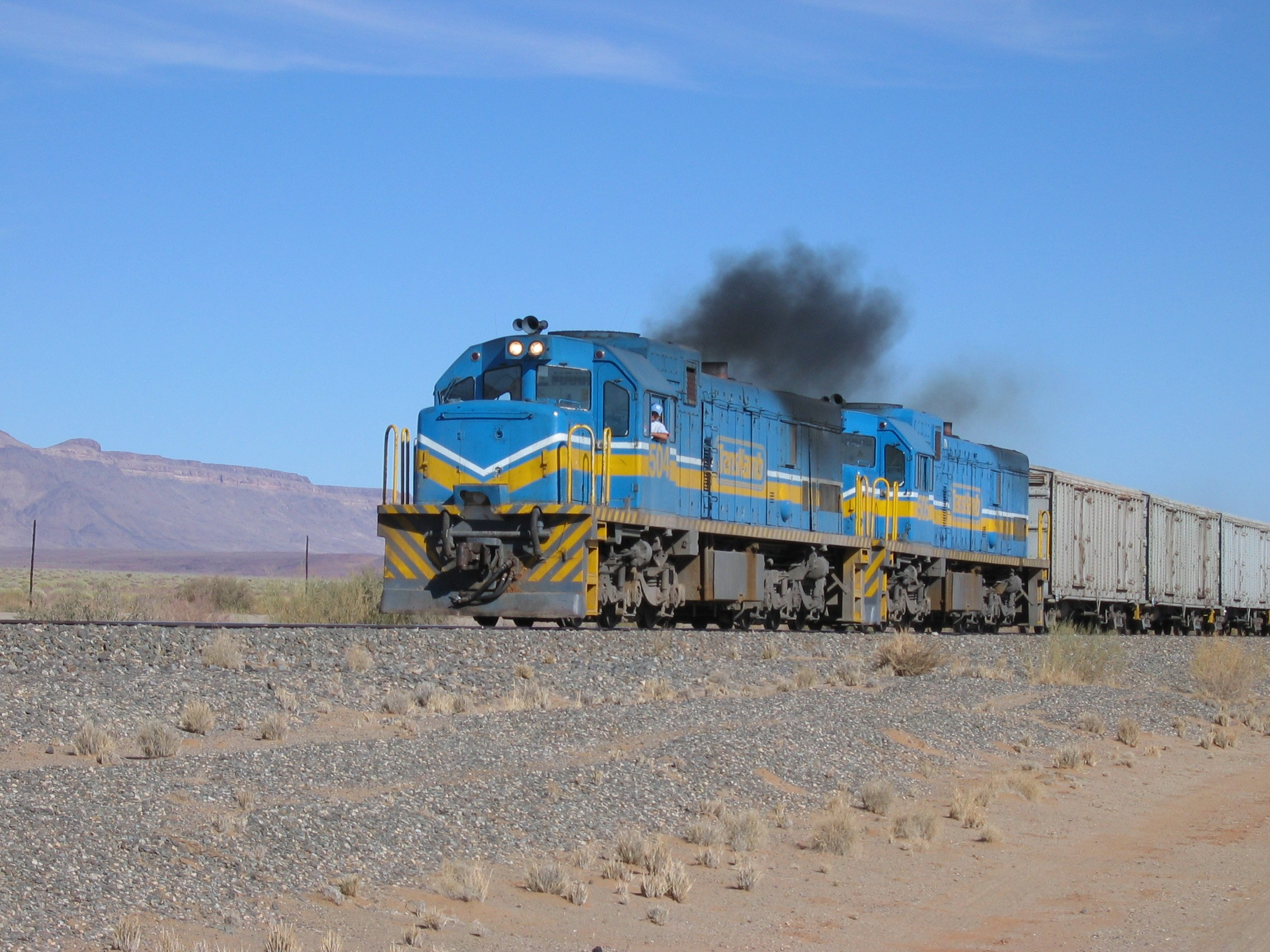
Güterzug südlich von Keetmanshoop

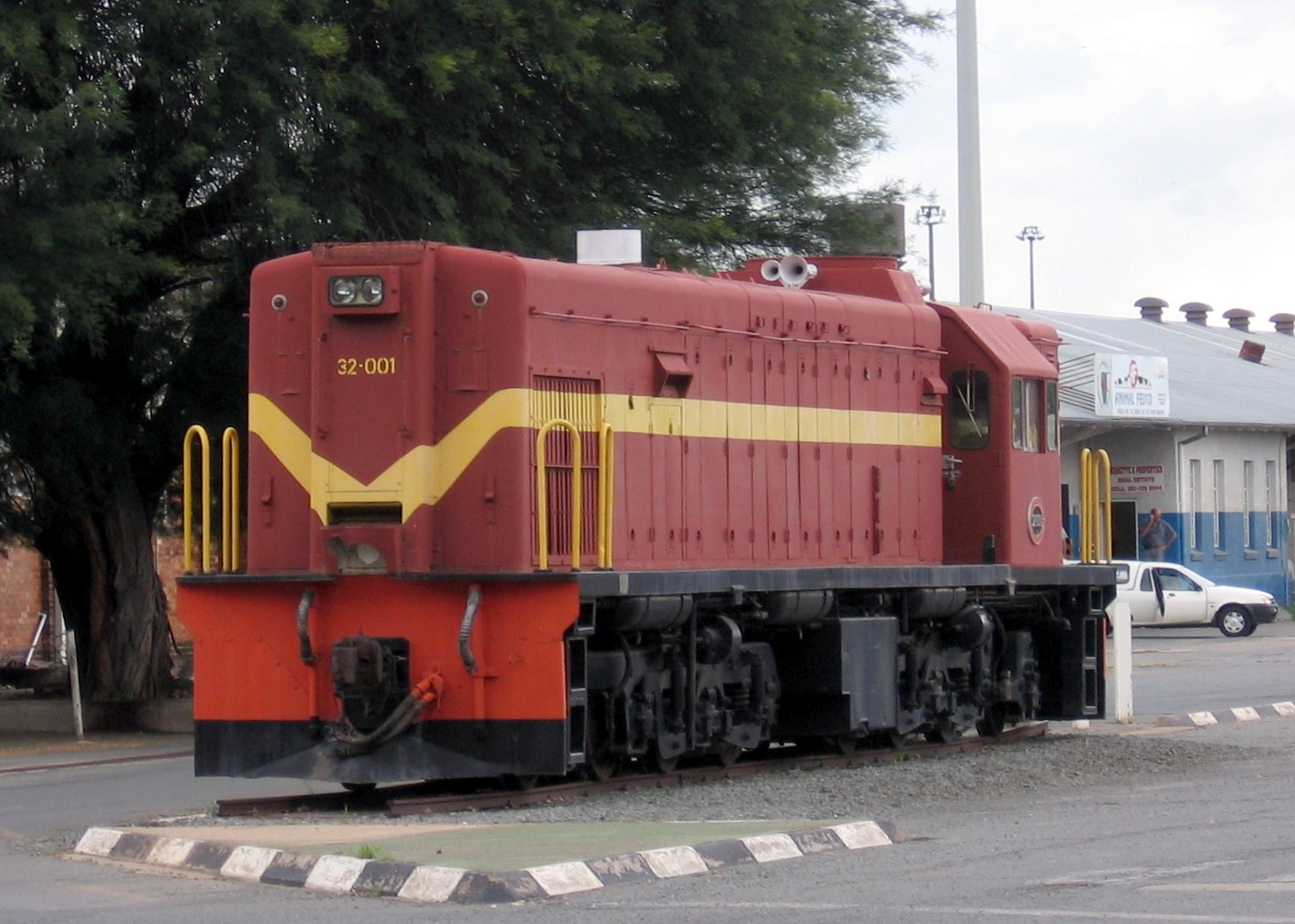
Diesellokomotive 32-001 in Windhoek (2006)

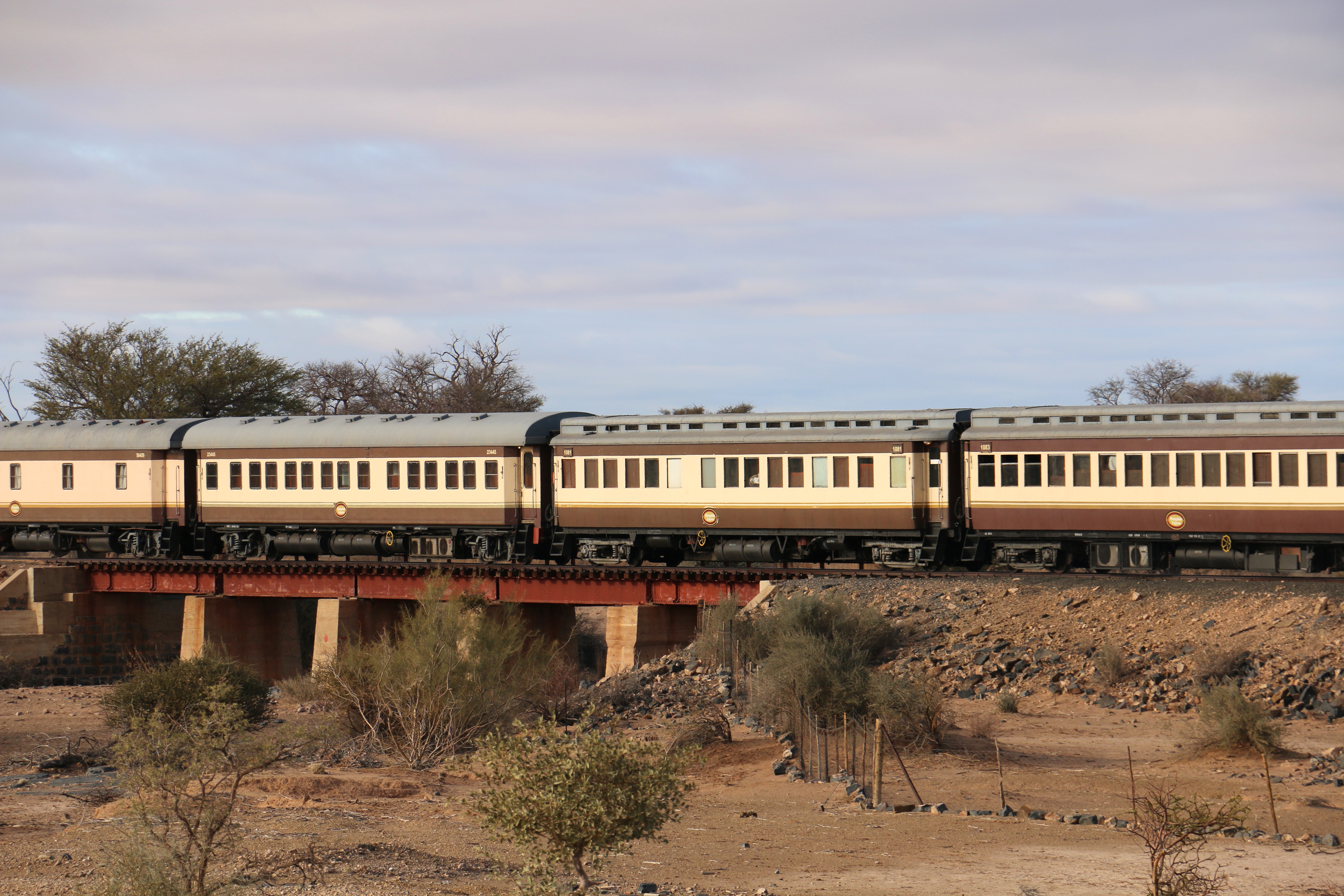
Der Shongololo-Express überquert bei Simplon das Gurieb-Rivier (2017)

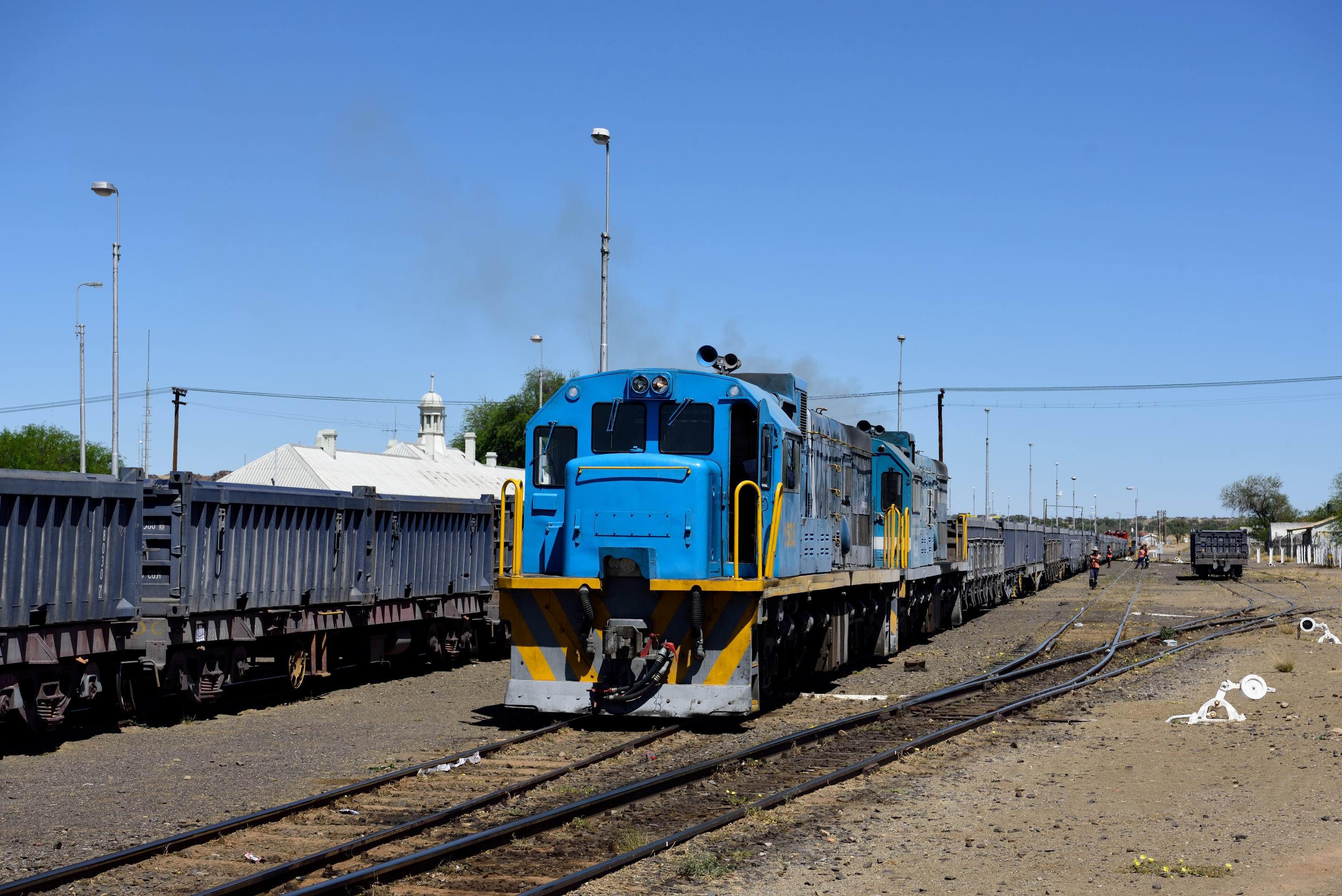
1503 + 1501 mit Magnesit-Leerwagenzug im Bahnhof Keetmanshoop am 4. November 2022

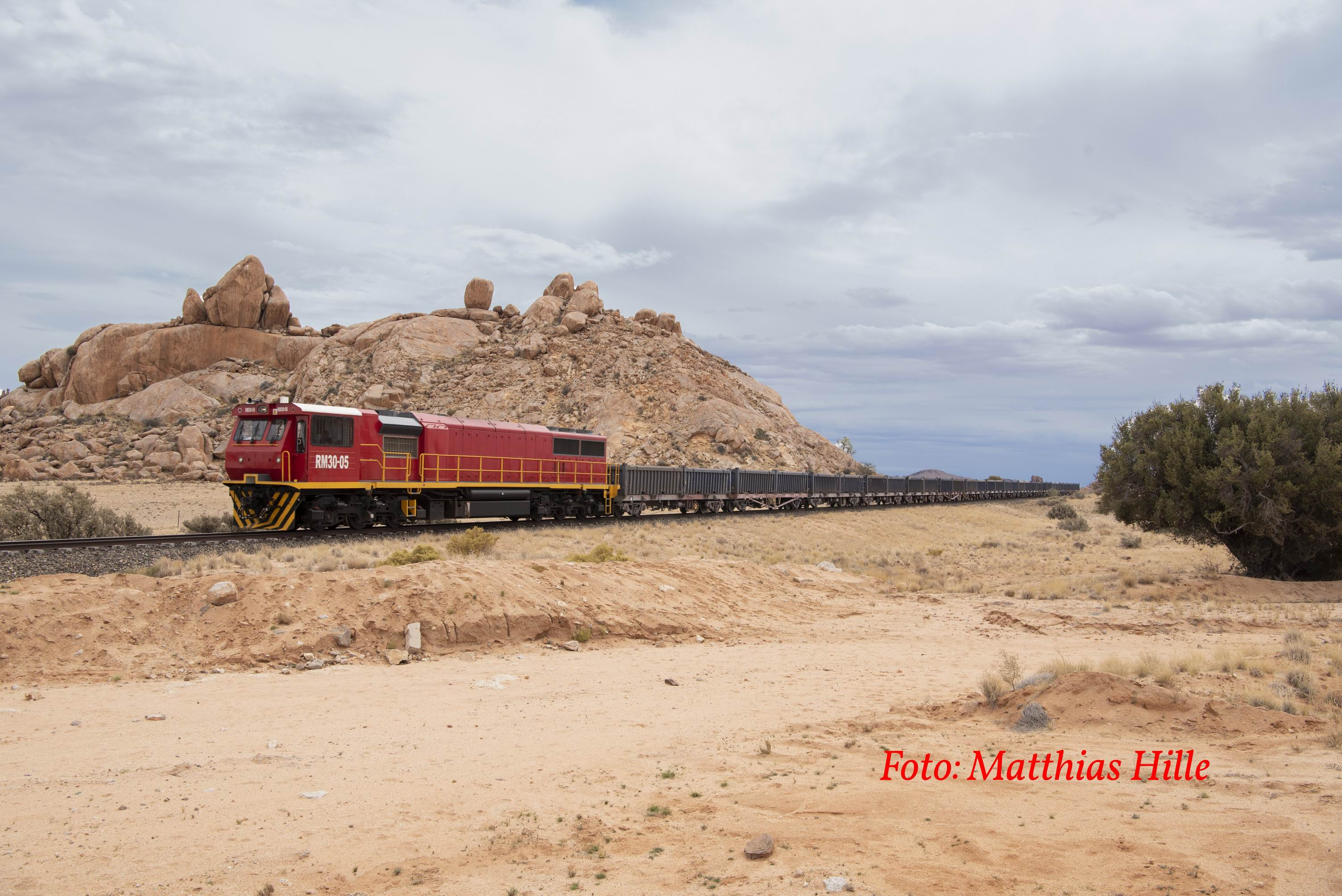
RM30-05 mit Magnesit-Leerwagenzug bei Grabwasser am 6. November 2022

Das Eisenbahnnetz wird seit der Unabhängigkeit Namibias von TransNamib betrieben. Aufgrund der mehr als 100 Jahre alten Grundinfrastruktur werden seit Mitte der 1990er Jahre zahlreiche Streckenabschnitte saniert. Da diese Sanierungen bei Weitem noch nicht abgeschlossen sind, wurden in den letzten Jahren zahlreiche Streckenabschnitte für den Personenverkehr gesperrt.

### Netzausbau
Alle neu gebauten beziehungsweise sanierten Bahnstrecken wurden in 1067-mm-Spur (Kapspur) errichtet. Die Bahnstrecke Tsumeb–Oshikango ist in ihrem ersten Abschnitt bis Ondangwa 2006 als komplette Neubaustrecke in Betrieb genommen worden. Die Sanierung des zweiten Streckenabschnitts bis Oshikango geht aufgrund finanzieller Probleme nur langsam voran. In einer dritten Phase wird derzeit (Stand Dezember 2014) Oshakati angeschlossen. Langfristig wird sogar eine Verbindung mit den angolanischen Bahnen (CFA) angestrebt.
Am 8. März 2010 wurde zudem ein Vertrag über den Bau eines Anschlusses von der Bahnstrecke von Otavi zur Zementfabrik Ohorongo geschlossen, die im März 2011 betriebsbereit war. Nach über 13 Jahren Bauzeit ist die Sanierung der Südbahn (Bahnstrecke Lüderitz–Seeheim) zwischen Aus und Lüderitz noch nicht abgeschlossen.
Mitte 2015 hat die Sanierung von etwa 400 Kilometer Schienennetz zwischen dem Trennungsbahnhof Kranzberg und Tsumeb mit dem Teilstück Otavi–Tsumeb begonnen. Der namibische Entwicklungsplan (Harambee Prosperity Plan) für die Jahre 2016 bis 2020 sieht den Ausbau der Strecken Walvis Bay–Tsumeb (Abschluss im Jahr 2020), Sandverhaar–Buchholzbrunn und Aus–Lüderitz (Sandtunnel) mit einer Gesamtlänge von 612 Kilometern vor. Ende 2017 hat die Afrikanische Entwicklungsbank für den Ausbau des 210 Kilometer langen Abschnitts Walvis Bay–Kranzberg auf 80 km/h im Güter- und auf 100 km/h im Personenverkehr ein Darlehen von 153 Millionen US-Dollar bewilligt.

#### Geplante Strecken
Drei Bahnstrecken in Namibia befinden sich derzeit (Stand November 2024) in der Planung:
- Die sogenannte Ostbahn oder auch Trans-Kalahari-Eisenbahn (Arbeitsbezeichnung: „TransKalahari Railway Line Development“) befindet sich derzeit (Stand 2022) in der Planungsphase.[23][24] Der Bau wurde 2014 zwischen beiden Ländern schriftlich vereinbart. Die geänderte Streckenführung von 1500 Kilometer Länge führt von Botswana zum Hafen Walvis Bay. Der geplante Bau soll zwischen 9,2[25] und 15 Milliarden US-Dollar kosten.[26]
- Die Trans-Caprivi-Eisenbahn wurde im Mai 2015 vorgestellt. Sie soll Namibia durch den Caprivizipfel mit Livingstone in Sambia verbinden.[27] Der Bau der Teilstrecke von Grootfontein nach Katima Mulilo mit Anschluss an das sambische Schienennetz wurde im März 2022 auf Grundlage einer Machbarkeitsstudie für durchführbar erklärt.[28] Der Bau (Bahnstrecke Grootfontein–Katima Mulilo) wurde im September 2023 vom Kabinett genehmigt; möglicher Weiterbau bis Cape Fria vorgesehen[29]
- Otjiwarongo nach Okahandja

## Museum

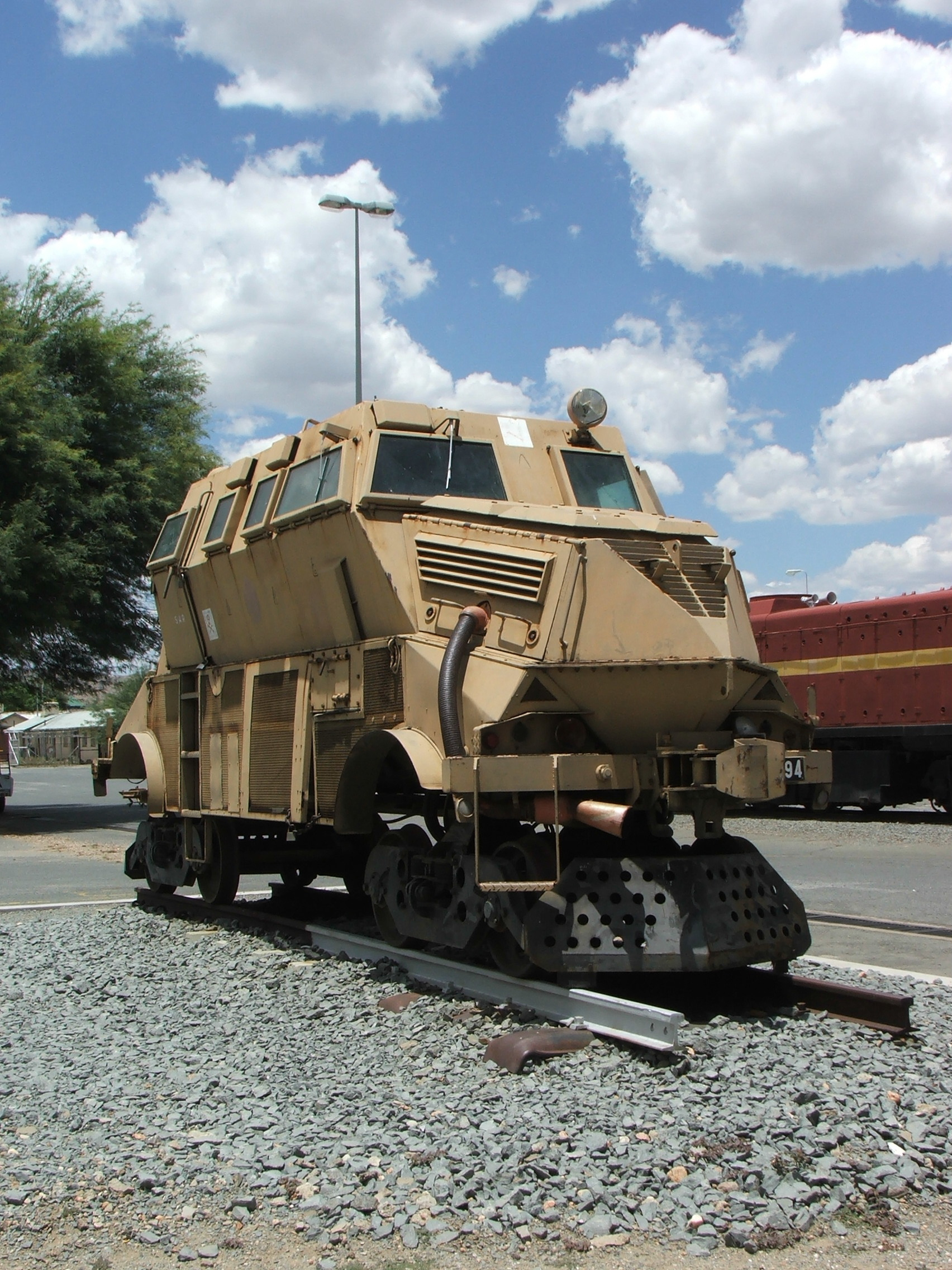
Panzerfahrzeug (Casspir) aus der Zeit der südafrikanischen Besetzung im TransNamib-Museum in Windhoek

- Das TransNamib-Museum ist das zentrale Eisenbahnmuseum von Namibia. Es ist im ersten Stock des historischen Empfangsgebäudes des Bahnhofs von Windhoek untergebracht. Einige Fahrzeuge werden auch auf dem Freigelände vor dem Bahnhof gezeigt.
- Ein Zug der 600-mm-Spur ist im Namibischen Nationalmuseum in Windhoek ausgestellt – einschließlich für diese Spurweite unüblicher Schlafwagen.
- Weitere historische Fahrzeuge befinden sich unter anderem in Usakos und Otjiwarongo (Lok 41 der Reihe 5, Henschel 1912)[4]